# 더 브레인
더 브레인(Le Cerveau, The Brain)은 이탈리아에서 제작된 제라드 우리 감독의 1969년 코미디, 범죄 영화이다. 쟝 뽈 벨몽도 등이 주연으로 출연하였고 알렝 프와레 등이 제작에 참여하였다.

## 출연

### 주연
- 쟝 뽈 벨몽도
- 부르빌

### 조연
- 데이빗 니븐
- 엘리 웰라치
- 실비아 몬티
- 레이몬드 제롬
- 자크 밸루틴
- 헨리 아탈
- 이베스 바사크
- 자크 시론
- 로베르 달방
- 마리오 데이빗
- 라울 델포스
- 토미 듀건
- 앙리 게네스
- 소피 그리말디
- 페르난드 구이엇
- 로저 루몬트
- 폴 메르시
- 맥스 몬타본
- 파트릭 프레장
- 존 리코
- 아치 테일러
- 도미니크 자르디
- 미차 베야드
- 가이 본나푸스
- 제리 브루어
- 마르셀 샤르베이
- 다니엘 크로엥
- 가이 델롬
- 미셀 갈랜드
- 제러드 에르난데즈
- 밥 인가라오
- 밥 러릭
- 피포 메리시
- 진 미니시니
- 레이몬드 피어슨
- 장-피에르 포지어
- 엘리자베스 여왕 2세
- 더글러스 리드
- 피에르 토내이드
- 케사르 토레스
- 자크 반 두렌

## 제작진
- 미술: 장 앙드레
- 의상: 타니네 오트레